# Мартинаска (Павија)
Мартинаска је насеље у Италији у округу Павија, региону Ломбардија.
Према процени из 2011. у насељу је живело 13 становника. Насеље се налази на надморској висини од 172 м.